# 유신 (황희후)
유신(劉申, ? ~ 기원전 1년)은 전한 말기의 제후로, 양경왕의 손자이다.

## 행적
아버지 유순의 뒤를 이어 황후(黃侯)에 봉해졌다.
원수 2년(기원전 1년)에 죽으니 시호를 희(釐)라 하였고, 후사가 없어 작위는 폐지되었다.

## 출전
- 반고, 《한서》 권15하 왕자후표 下

| 선대 아버지 황절후 유순 | 전한의 황후(黃侯) ? ~ 기원전 1년 | 후대 (봉국 폐지) |